# Ctenitis sinii
Ctenitis sinii là một loài thực vật có mạch trong họ Dryopteridaceae. Loài này được (Ching) Ohwi miêu tả khoa học đầu tiên năm 1957.